# Henri Breuil

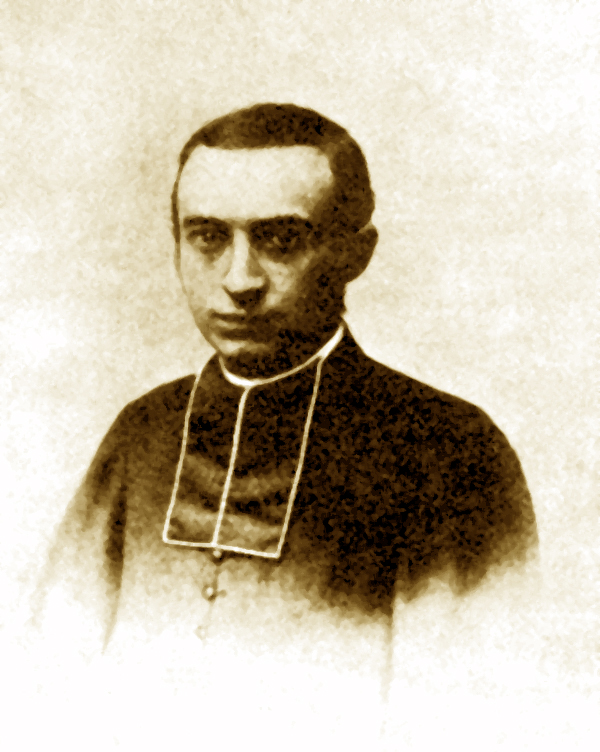
H. Breuil el 1900

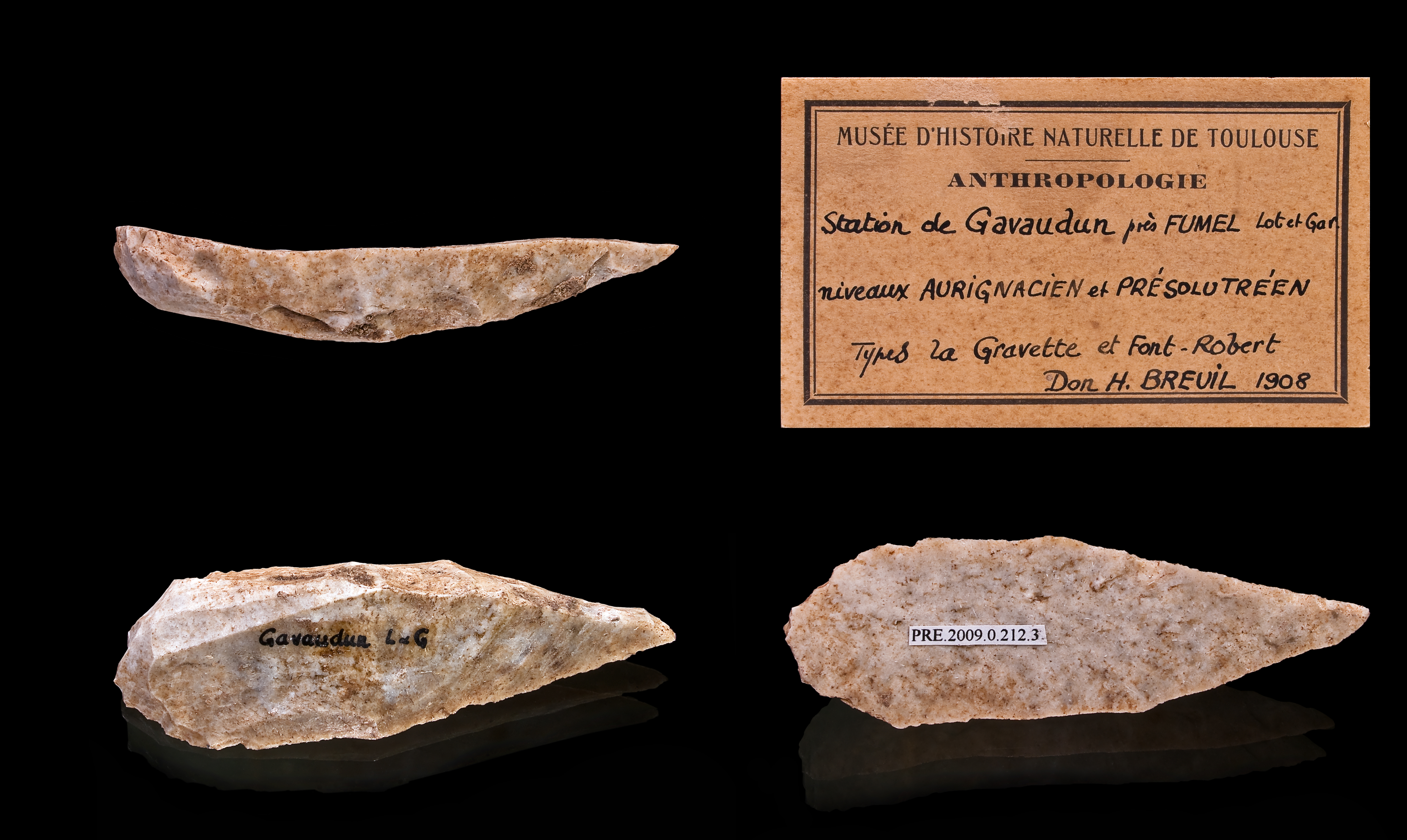
«Grattoir» - Aurignacien - Museu de Tolosa de Llenguadoc

Henri Breuil (28 de febrer 1877 Mortain, 14 d'agost 1961 L'Isle-Adam) conegut com «l'abbé Breuil» (el "Pare Breuil"), va ser un arqueòleg i prehistoriador francès.
Va entrar al seminari de Saint Sulpice el 1895 i hi va seguir els cursos de ciències del Pare Jean Guibert, autor de l'obra « Les Origines» on es presta atenció a les relacions entre ciència i religió. Va ser instruït en els conceptes de les idees evolucionistes que aleshores encara eren relativament noves. Va entrar en relació amb diversos prehistoriadors i arqueòlegs destacats com Louis Capitan (1854-1929) el 1896, o E. Piette el 1897.
Rebé les ordres sacerdotals el 1900, però no va exercir mai com a sacerdot i es va dedicar íntegrament al seu treball de prehistoriador.
Des de 1905, va ser professor de prehistòria a la Universitat de Fribourg, passant després a l'Institut de Paleontologia Humana a París (1910) i al Collège de France (1929-1947). Va ser nomenat membre de l'Institut de France el 1938.
El 1901, amb els arqueòlegs Louis Capitan i Denis Peyrony, participa en la descoberta de les coves de les Combarelles i Font-de-Gaume, a la Dordonya. El 1902 estudia les pintures de Marsoulas i d'Altamira entre nombrosos llocs més. Va ser el primer historiador a visitar la cova de Lascaux i va esdevenir un especialista mundial en l'art prehistòric parietal francocantàbric on va intentar descriure i fer la cronologia (estratigrafia) de les obres. Això va quedar reflectit en la seva obra més important "Quatre-cents segles d'art parietal (1952).
Estudià les indústries lítiques del Paleolític Superior, determinant la posició cronològica del període Aurinyacenc i definint el que seria l'Abbevil·lià.
També va fer prospeccions a altres països com la Xina amb Pierre Teilhard de Chardin i Sud-àfrica amb l'antropòleg Philip Tobias.
Alguns mètodes, opinions i prejudicis (de caràcter més aviat racista) de H. Breuil són avui molt discutits però tot i moltes revisions posteriors el conjunt de la seva obra encara es manté vigent.